# Anatolio Partida
Anatolio Partida Pulido (San José de Gracia, México, 3 de julio de 1890 - Ibídem, México, 13 de marzo de 1980) fue un militar mexicano de fe católica que participó en la Guerra Cristera.

## Biografía

### En la guerra cristera
Con el grado de Mayor se alzó en armas el 27 de julio de 1927 en la división Cristera de San José de Gracia comandada por el general León Sánchez y el padre Federico González. Tomó las poblaciones de Cojumatlán, Michoacán, Teocuitatlán y Tecalitlán, Jalisco, en cuya batalla destacó por su valor, otorgándosele el grado de Coronel. Luego tomó el puerto de la laguna de Chapala de Tizapán, Jalisco y posteriormente la plaza de Jiquilpan, Michoacán. 
En diciembre de 1927, bajo las órdenes de los generales Cristeros, Degollado Guizar y Prudencio Mendoza hacen frente a la división del general Juan Domínguez quien comandaba la “Operación Exterminio”. Combaten también en Coalcomán y Tepalcatepec, Michoacán con lo que logran el control para la causa cristera de la región de Tierra Caliente. 
El 24 de mayo de 1928 colabora con el general Jesús Degollado Guízar, el general Carlos Bouquet y Lucas Cueva, en la toma del puerto de Manzanillo, Colima, dirigiendo la columna del flanco izquierdo; se hacen por unas horas de la zona militar y la aduana, mismas que tienen que ceder dada la presión de los cientos de soldados federales al mando del general Charis.
Continúa en varias batallas en la Sierra del Tigre, y es comisionado para escoltar al General en jefe de las fuerzas Cristeras de México, Enrique Gorostieta, desde su centro de operaciones en los Altos de Jalisco hasta el de los cristeros de la Zona de la Sierra del Tigre en Michoacán, a donde se dirigió éste con el objeto de unificar a las fuerzas cristeras de esa zona. Durante su travesía por tierras alteñas (de diciembre de 1928 a febrero de 1929), participa en varias batallas, entre ellas destaca por su importancia la de la Hacienda de San Joaquín, en la que infringe una derrota al 14 regimiento en ese entonces bajo las órdenes del general Maximino Ávila Camacho. 
El 2 de febrero de 1929 el general Enrique Gorostieta le confiere oficialmente el grado de General de la división cristera de San José de Gracia. En el libro Pueblo en vilo, Luis Gonzáles y Gonzáles refiere: 
"El jefe supremo ponía en marcha su plan de reorganización, escoltado por Anatolio Partida y su gente, el general Gorostieta, venía en busca de los cristeros michoacanos... El dos de febrero "se hizo la división del sector San José" y se le puso como general a Anatolio Partida" - Luis González y González.
Combate a las fuerzas federales en la Tinaja, Pueblo Nuevo, Tuxcueca y  Palo Verde;  en agosto de 1929, recibe la orden de licenciamiento la cual acata por mediación del General Lázaro Cárdenas del Río, firma la amnistía definitiva ante el general Félix Ireta a quien le entrega sus armas; desde entonces vivió pacíficamente en su pueblo natal donde fue ganadero, comerciante y  Juez de Paz Municipal, hasta el día de su muerte ocurrida el 13 de marzo de 1980.   